# 庫約群島
10°51′N 121°01′E / 10.850°N 121.017°E

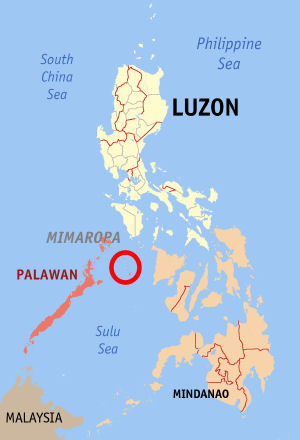

庫約群島是菲律賓的群島，位於巴拉望島東北面的蘇祿海，屬於維薩亞斯群島的一部分，行政方面由巴拉望省負責管轄，由約45座島嶼組成，面積130平方公里，2010年人口45,718。

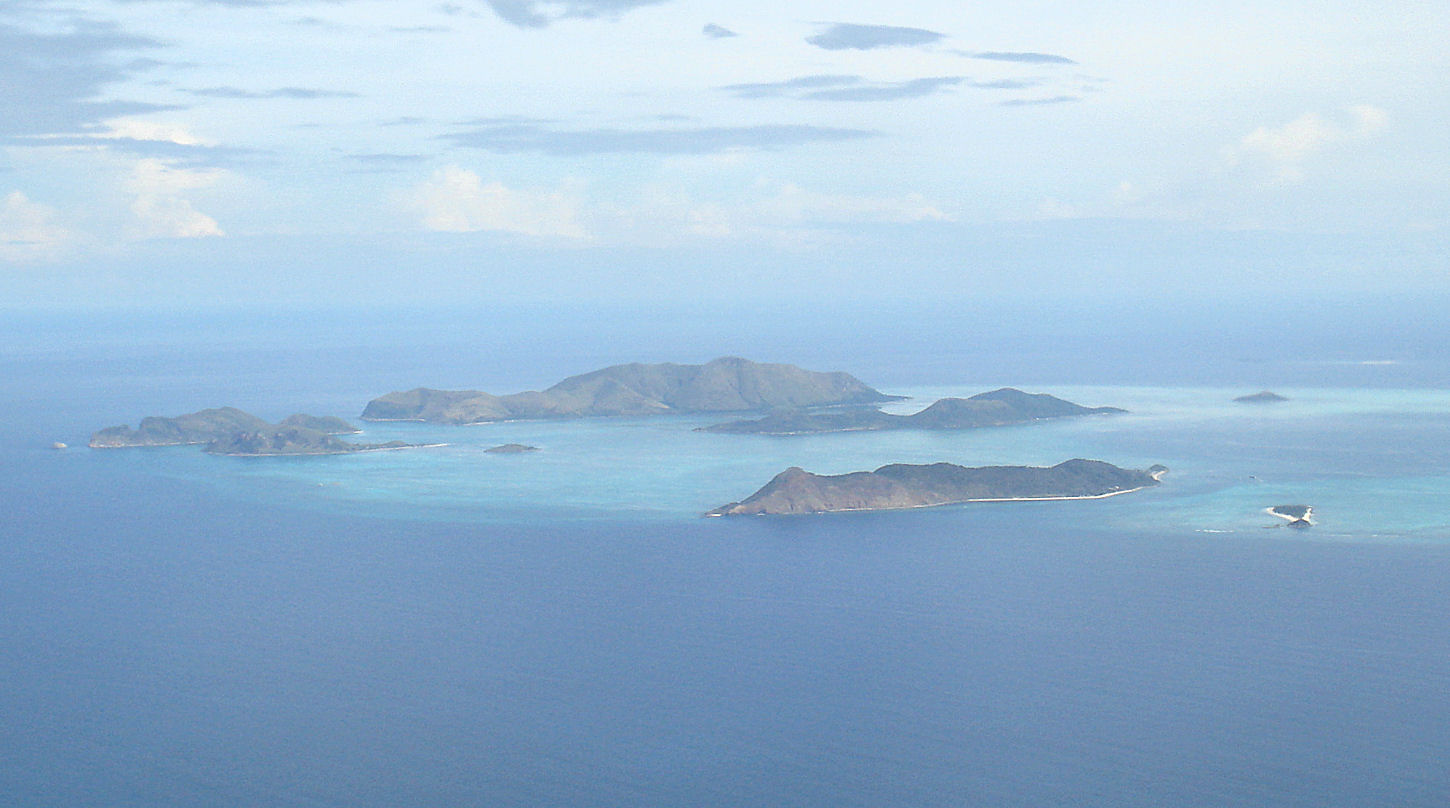

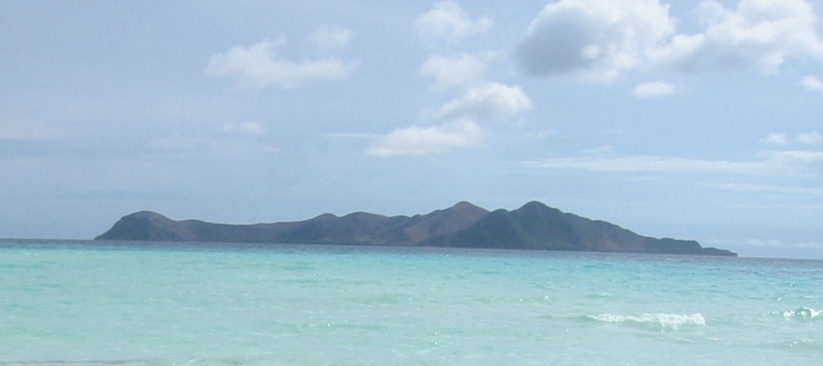

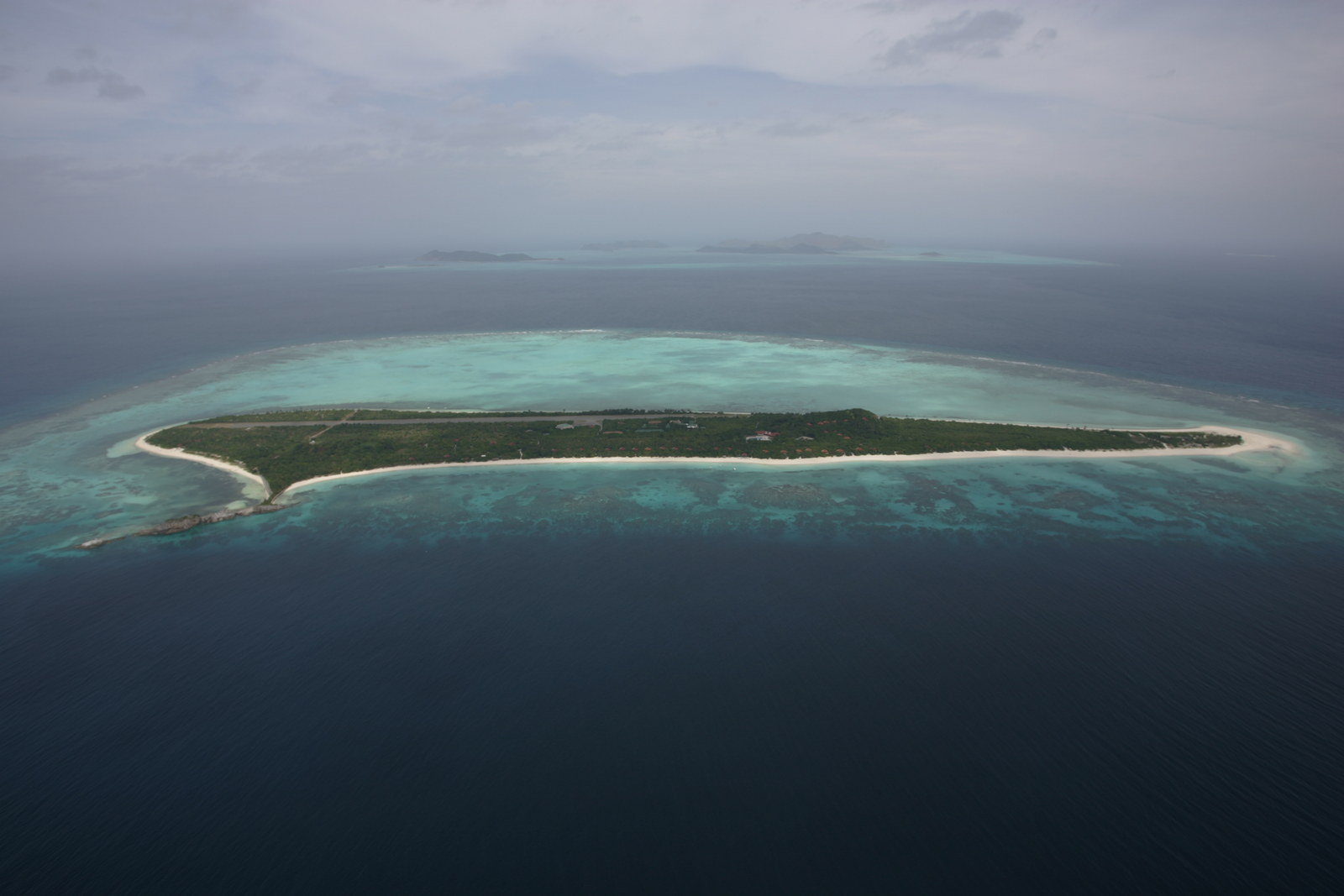

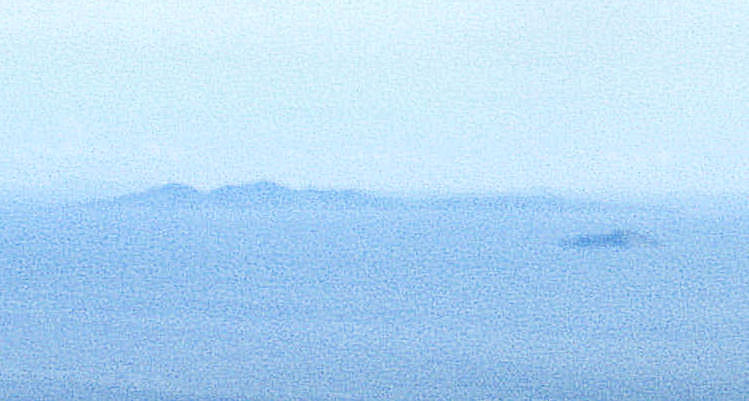